# Campeonato nacional de Estados Unidos 1962
Lista de los campeones del Campeonato nacional de Estados Unidos de 1962:

## Senior

### Individuales masculinos
Rod Laver vence a  Roy Emerson, 6–2, 6–4, 5–7, 6–4

### Individuales femeninos
Margaret Court vence a  Darlene Hard, 9–7, 6–4

### Dobles masculinos
Rafael Osuna /  Antonio Palafox vencen a  Chuck McKinley /  Dennis Ralston, 6–4, 10–12, 1–6, 9–7, 6–3

### Dobles femeninos
Darlene Hard /  Maria Bueno vencen a  Karen Hantze Susman /  Billie Jean Moffitt, 4–6, 6–3, 6–2

### Dobles mixto
Margaret Smith Court /  Fred Stolle vencen a  Lesley Turner /  Frank Froehling, 7–5, 6–2
| Predecesor: 1961                         | Campeonato nacional de Estados Unidos 1962 | Sucesor: 1963                         |
| Predecesor: Campeonato de Wimbledon 1962 | Grand Slam 1962                            | Sucesor: Campeonato de Australia 1963 |

- Datos: Q685355